# Австрийско-бутанские отношения
Австрийско-бутанские отношения — двусторонние дипломатические отношения между Австрийской республикой и Королевством Бутан.
Австрия поддерживает международные отношения с Бутаном с помощью посольства, расположенного в Нью-Дели. Бутан представлен в Австрии своим представительством при ООН в Женеве.

## История
10 мая 1989 года представители обеих стран (Кристофер Корнаро со стороны Австрии и Ченкьяб Джорджи со стороны Бутана) «Соглашение между федеральным правительством Австрии и Королевским правительством Бутана о техническом сотрудничестве».

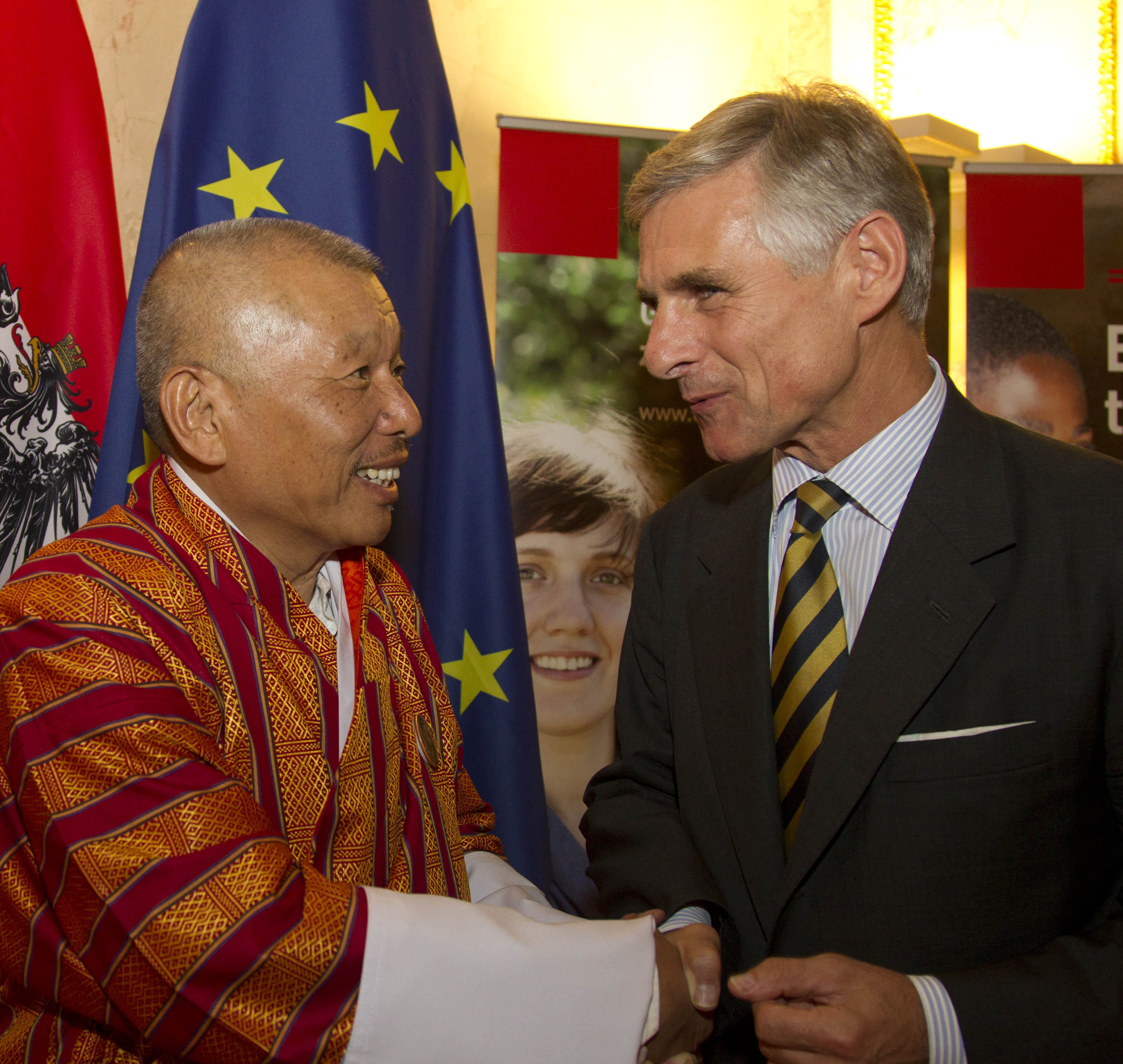
Празднование 25-летия дипломатических отношений между Австрией и Бутаном.

В 1992 году Австрийское агентство развития (ADA) открыло местное отделение в столице Бутана, Тхимпху. При поддержке агентства Бутан разработал технологии, связанные с возобновляемыми источниками энергии, лесным хозяйством, сельским хозяйством и туризмом. ADA поддержала многочисленные проекты развития в Бутане, начиная от управления до энергетики, а также сокращения бедности. В 1994 году в Тхимпху был также создан координационный центр Австрийского агентства развития, целью которого является надзор и мониторинг проектов развития в Бутане.
В 2014 году в честь 25-летия установления отношений между странами, на тот момент министр экономики Бутана Норбу Вангчук и премьер-министр Бутана Церинг Тобгай прибыли в Австрию на встречу с тогдашним президентом страны Хайнцем Фишером.
В феврале 2019 года Карин Кнайсль посетила Бутан для празднования 30-летия установления отношений между странами, где так же был подписан догов о сотрудничестве на 2019—2023 года.

## Экономические отношения
Страны развивают торговые отношения. На момент начала 2021 года, Австрия экспортировала в Бутан суммарно около €6.4 млн. за 6 лет, а из Бутана — €306 тыс.

## Организации помощи гражданам
В Бутане для австрийцев работают организации Friends of Bhutan Association и Austrian-Bhutan Society. Обе организации занимаются организацией общественных работ. В Австрии работает Society of Friends of Bhutan. Её цель — улучшение качества жизни монахов в Австрии.